# Bertula albosignata
Bertula albosignata là một loài bướm đêm trong họ Erebidae.